# Slugă la doi stăpâni
Slugă la doi stăpâni (venețiană: Il servitore di due padroni) este o piesă de teatru de Carlo Goldoni. Este o comedie în 3 acte. A fost publicată sub o primă formă în 1745. Goldoni a scris inițial piesa la cererea actorului Antonio Sacco, dar după mai multe modificări a fost republicată în 1753 sub forma cunoscută astăzi.  Prima reprezentație a acut loc în 1746 la  Teatro San Samuele din Veneția.

## Rezumat
Piesa începe prin prezentarea Beatricei, o femeie care a călătorit la Veneția deghizată ca fratele ei mort în căutarea celui care l-a ucis, Florindo, cel care este, de asemenea, iubitul ei. Fratele ei i-a interzis să se căsătorească cu Florindo și a murit de spada lui Florindo apărând onoarea surorii sale. Beatrice se deghizează ca Federigo, (fratele ei mort) astfel încât să poate colecta bani de zestre de la Pantalone, tatăl Claricei, logodnica fratelui ei. Ea vrea să folosească acești bani pentru a-l scăpa pe iubitului ei de pedeapsa legii și astfel să se căsătorească cu el în cele din urmă. Crezând că fratele lui Beatrice este mort, Clarice s-a îndrăgostit de un alt bărbat, Silvio, iar cei doi s-au logodit. Interesat în păstrarea aparențelor, Pantalone încearcă să ascundă existența fiecăruia de celălalt.
Personajul principal al acestei piese de teatru este Truffaldino, care inițial se angajează ca sluga lui Beatrice (despre care crede că e Federigo), dar apoi, ca să-și astâmpere eterna foame, se angajează ca servitor și al lui Florindo, de aici rezultând o serie de încurcături comice (cei doi neștiind unul de altul și nici faptul că au același servitor).

## Personaje
- Pantalone de' Bisognosi
- Clarice, fiica lui
- Doctorul Lombardi
- Silvio, fiul său
- Beatrice, torineză, îmbrăcată ca un bărbat sub numele de Federigo Rasponi
- Florindo Aretusi, torinez, iubitul ei
- Brighella, hangiu
- Smeraldina, servitoarea Claricei; de Smeraldina se îndrăgostește Truffaldino
- Truffaldino, servitorul lui Beatrice, apoi al lui Florindo
- Un chelner de la han care vorbește
- Un slujitor al lui Pantalone care vorbește
- Doi hamali care vorbesc
- Chelneri din tavernă care nu vorbesc

## Adaptări
De-a lungul timpului au fost realizate  mai multe adaptări ale piesei pentru teatru și cinematografie:
- Слуга двух господ (Sluga dvukh gospod, Slugă la doi stăpâni) (1953)[2] – o ecranizare rusească din 1953 .
- Servant of Two Masters (1966) operă de Vittorio Giannini
- Harlekijn, kies je meester (1973) (TV)[3] – o adaptare olandeză din 1973
- Труффальдино из Бергамо (Truffaldino iz Bergamo, Truffaldino of Bergamo) (1976) (TV)[4] – – o adaptare rusească pentru televiziune din 1976
- Sluha dvou pánů (Servant of Two Masters) (1994)[5] – 1994, ecranizare cehă a piesei de teatru; rolul principal este jucat de Miroslav Donutil
- The Servant of Two Masters (2004) traducere și adaptare de Jeffrey Hatcher și Paolo Emilio Landi, prima reprezentație a avut loc la Milwaukee Repertory Theater
- One Man, Two Guvnors (2011)[6] – piesă de teatru cu acțiunea în anii 1960 în Brighton, adaptare de Richard Bean, prima reprezentație a avut loc la Teatrul Național din Londra
- Servant of Two Masters (2012)[7] – adaptare de Constance Congdon, prima reprezentație a avut loc la The Lansburgh Theatre, Washington, D.C.